# Gianni Bonadonna
Gianni Bonadonna (Milano, 28 luglio 1934 – Milano, 6 settembre 2015) è stato un oncologo italiano; ha ricoperto il ruolo di direttore del Dipartimento della Medicina Oncologica dell’Istituto Nazionale dei Tumori di Milano.

## Biografia
Dopo la laurea in Medicina e Chirurgia ottenuta presso l'Università Statale di Milano nel 1959, si è perfezionato negli Stati Uniti per un triennio tra il 1961 e il 1964. Al suo rientro in Italia è stato assunto all'Istituto Nazionale dei Tumori, dove ha svolto il resto della sua carriera.
Gli viene riconosciuto il merito di aver scoperto la cura contro il linfoma di Hodgkin e modificato le terapie contro il cancro, con l'uso della chemioterapia audiuvante nel carcinoma mammario.
Le sue ricerche di maggior rilievo comprendono le prime valutazioni cliniche sull'efficacia dell'adriamicina, della bleomicina e dell'epirubicina.
Ha ricevuto numerose onorificenze, nazionali ed internazionali, tra cui la laurea honoris causa in medicina dall'Università di Torino nel 2004. Dal 2007 l'American Society of Clinical Oncology (ASCO) gli intitola un premio, il "Gianni Bonadonna Breast Cancer Award and lecture".

## Opere
- Appuntamento col Padreterno, Milano, Montedit, 2014
- Una guerra da vincere, Milano, Guerini e Associati, 2010
- Medicina oncologica, Milano, Elsevier Masson, 2007
- Con Sandro Bartoccioni, Dall'altra parte, BUR Biblioteca Univ. Rizzoli, 2006
- La cura possibile - Nascita e progressi dell'oncologia, Milano, Cortina, 2001
- Medicina eterna, Milano, Rizzoli, 1993